# Musée comtois
 (mars 2025).
Si vous disposez d'ouvrages ou d'articles de référence ou si vous connaissez des sites web de qualité traitant du thème abordé ici, merci de compléter l'article en donnant les références utiles à sa vérifiabilité et en les liant à la section « Notes et références ».
 (juillet 2024).
 (juillet 2024).
La mise en forme du texte ne suit pas les recommandations de Wikipédia : il faut le « wikifier ».
Les points d'amélioration suivants sont les cas les plus fréquents. Le détail des points à revoir est peut-être précisé sur la page de discussion.
- Les titres sont pré-formatés par le logiciel. Ils ne sont ni en capitales, ni en gras.
- Le texte ne doit pas être écrit en capitales (les noms de famille non plus), ni en gras, ni en italique, ni en « petit »…
- Le gras n'est utilisé que pour surligner le titre de l'article dans l'introduction, une seule fois.
- L'italique est rarement utilisé : mots en langue étrangère, titres d'œuvres, noms de bateaux, etc.
- Les citations ne sont pas en italique mais en corps de texte normal. Elles sont entourées par des guillemets français : « et ».
- Les listes à puces sont à éviter, des paragraphes rédigés étant largement préférés. Les tableaux sont à réserver à la présentation de données structurées (résultats, etc.).
- Les appels de note de bas de page (petits chiffres en exposant, introduits par l'outil «  Source ») sont à placer entre la fin de phrase et le point final[comme ça].
- Les liens internes (vers d'autres articles de Wikipédia) sont à choisir avec parcimonie. Créez des liens vers des articles approfondissant le sujet. Les termes génériques sans rapport avec le sujet sont à éviter, ainsi que les répétitions de liens vers un même terme.
- Les liens externes sont à placer uniquement dans une section « Liens externes », à la fin de l'article. Ces liens sont à choisir avec parcimonie suivant les règles définies. Si un lien sert de source à l'article, son insertion dans le texte est à faire par les notes de bas de page.
- La présentation des références doit suivre les conventions bibliographiques. Il est recommandé d'utiliser les modèles {{Ouvrage}}, {{Chapitre}}, {{Article}}, {{Lien web}} et/ou {{Bibliographie}}. Le mode d'édition visuel peut mettre en forme automatiquement les références.
- Insérer une infobox (cadre d'informations à droite) n'est pas obligatoire pour parachever la mise en page.

Pour une aide détaillée, merci de consulter Aide:Wikification.
Si vous pensez que ces points ont été résolus, vous pouvez retirer ce bandeau et améliorer la mise en forme d'un autre article.
Le Musée comtois est un musée de société et d'ethnographie français situé à Besançon (Doubs).

## Histoire[2]
Le Musée comtois, labellisé « musée de France », est installé dans le cadre du Front royal de la citadelle de Besançon depuis 1960. Quelques traces balbutiantes au tournant du 20e siècle d'un premier intérêt pour l'ethnographie régionale ont été trouvées, c'est bien à la persévérance et à l'intérêt d'un homme, l'abbé-ethnologue Jean Garneret (1907-2002), que l'on doit la création du Musée comtois qui commence ses premières collectes et enquêtes de terrain en 1936. Il crée l'association Folklore Comtois (aujourd'hui nommée Folklore-Comtois Culture et Patrimoine) qui va soutenir l'ensemble de ses actions en faveur de la collecte et de la valorisation de la culture comtoise.
L'abbé Garneret sera à l'origine de deux projets muséaux avant l'actuel musée : le Musée paysan à Corcelle (projet démarré en 1943, inauguration officielle en 1952, fermeture en 1963), puis le Musée comtois d'histoire et d'ethnographie régionale (dont l'impulsion est donnée en décembre 1945 par le maire de l'époque Jean Minjoz, conseillé par Georges Henri Rivière, et qui s'installe au Palais Granvelle en 1948 sous la direction de Lucie Cornillot). Quand la ville rachète la Citadelle en 1959, c'est l'occasion de quitter Granvelle et d'installer les collections dans un lieu dédié : le Musée populaire comtois (tel qu'il se nomme alors) sera le premier service installé alors à la Citadelle. Il s'inscrit alors dans la mouvance du musée national des arts et traditions populaires créé à Paris en 1937.
L’abbé Jean Garneret a consacré toute une partie de sa vie à réunir et étudier des milliers d’objets représentatifs des savoir-faire et des traditions régionales du 19e et de la première moitié du 20e siècle. Par la suite, le musée est successivement dirigé par : Pierre Bourgin, Frédérique Thomas-Maurin, Marie Spinelli-Flesch, Lionel François. Au tournant des années 2000, le musée s'ouvre aux transformations et aux enjeux contemporains via une politique active d'expositions temporaires. Sous l'impulsion d'Aurélie Carré (2017-2024), le Musée comtois relance une démarche d'enquêtes-collectes et se positionne comme un musée de territoire, un musée populaire et un musée de société. En 2022, la collection comptait plus de 30 000 objets et plus de 75 000 clichés photographiques et dessins, dont un important fonds de dessins originaux de Jean Garneret (don de l'association Folklore comtois).

## Le parcours permanent du musée
Le Musée comtois répartit ses collections sur trois niveaux : 
- Niveau 1 : deux espaces consacrés au travail (fonderie et laiterie)
- Niveau 2 : quatre salles revisitées en 2024 autour de la thématique du temps et du territoire
- Niveau 3 : un étage largement consacré au patrimoine culturel immatériel, dont deux salles évoquant les croyances (contes, légendes, liturgie et dévotion populaire ; univers de l'alambic) et quatre salles consacrées aux arts du spectacle : deux salles consacrées aux marionnettes de la Crèche comtoise, une salle entièrement consacrée au Théâtre des Manches à Balais, compagnie de marionnettes contemporaines (1973-2015). Une autre salle consacrée aux saltimbanques (adaptée d'une exposition temporaire de 2022 consacrée aux arts de la rue et à leur renouveau au détour des années 1970-1980) : on y évoque notamment le Cirque Plume.